# Florence O'Denishawn
Florence O'Denishawn, née Florence Andrews le 21 juillet 1897 à Shreveport (Louisiane) et morte le 15 mars 1991 à New York, est une danseuse, actrice de Broadway et mannequin américaine, et l'une du premier groupe de danseurs associés à la Denishawn School,.

## Jeunesse

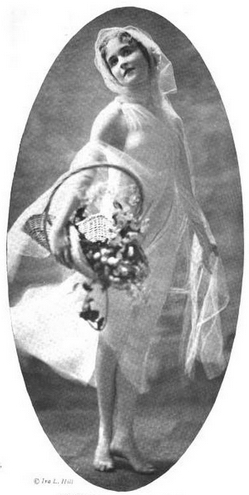
Florence O'Denishawn, 1918.

Florence Andrews est née à Shreveport, Louisiane,. Elle est la fille d'un banquier.
A l'âge de seize ans, après le lycée de Los Angeles, elle va à la Denishawn School  contre la volonté de sa famille. Elle y étudie la danse avec Ted Shawn et Ruth Saint Denis,.
Lorsqu'elle devient danseuse professionnelle, elle veut être présentée comme Florence of Denishawn, pour garder le nom de son père hors de cause, mais le nom devient Florence O'Denishawn du fait d'une erreur d'impression, et elle continue à travailler sous ce nom de scène,.

## Carrière
Elle apparaît dans  Hitchy-Koo (en) de 1918 à 1920,,, dans Ziegfeld Follies of 1921,,, dans Rose Briar en 1922, dans Music Box Revue (en) en 1923, dans un numéro intitulé The Fishermans Dreams,,,; et dans Honeymoon Lane en 1926,. À propos de son apparition dans Music Box Revue, le critique George Jean Nathan note que « ses révélations ombilicales sont si familières à cette époque qu'on aimerait qu'elle mette une robe ».
Elle apparaît dans deux films muets, Lawful Larceny (1923) et Monsieur Beaucaire (1924) où elle danse avec Rudolph Valentino.
En 1925, elle est membre de la compagnie de Geraldine Farrar qui se produit à Broadway. Elle est la tête d'affiche d'un spectacle de vaudeville à New York et à Baltimore, avec les danseurs Nelson Snow et Charles Columbus,. Elle tourne avec Snow et Columbus en 1927 et 1930.
En 1926, elle se produit lors d'un représentation à bénéfice pour l'Episcopal Actors' Guild. En 1927, elle se produit dans un autre spectacle à bénéfice, dansant dans un boite de nuit pour collecter des fonds pour l'Association for the Aid of Crippled Children. Elle danse de nouveau pour une bonne cause en 1930, lors d'un spectacle de variétés au profit de la Bide-A-Wee Home for Animals.
O'Denishawn se lance dans l'étude de l'aviation en 1927, en disant : « il n'y a rien qui puisse battre un avion pour la grâce ».
De la fin des années 1930 aux années 1950, O'Denishawn travaille dans des magasins, dirigeant son propre magasin à Greenwich Village, et en tant que chef du département lingerie au grand magasin Porter sur Madison Avenue,.

## Iconographie
Florence O'Denishawn pose pour le photographe Orval Hixon vers 1919, pour Edward Steichen en 1920 et pour Nickolas Muray vers 1920-1921,.
Elle a été aussi photographiée par Alfred Cheney Johnston qui a travaillé pour Florenz Ziegfeld pendant plus de 15 ans, prenant principalement des photographies publicitaires et promotionnelles des interprètes des Ziegfeld Follies. Les photos de nues, découvertes après la mort de Johnston, n'ont pas été publiés dans les années 1920.
O'Denishawn pose pour le sculpteur Harriet Whitney Frishmuth (en), pour deux statues en bronze de Frishmuth, nommées Papillon et Scherzo, qui ont été commandées par Wilbur B. Foshay (en) pour la Foshay Tower.
O'Denishawn fait une publicité pour une marque de pansements pour le soin des pieds.

## Opinions
O'Denishawn parle de pruderie et d'expression artistique, disant : 

« Il n'y a pas de santé mentale dans une nation qui a peur de se faire confiance en présence du nu »

En 1928, O'Denishawn décrie les danses populaires comme le Charleston ou le Black Bottom avec un racisme flagrant, en déclarant : 

« Les danses, qui sont de l'avis de tous d'origine barbare, le shimmy, le charleston et d'autres, se révèlent un mal insidieux dans la manière de priver nos femmes américaines de leur grâce naturelle et de leur mouvement »

, expliquant en outre que 

« … l'anatomie nègre n'est pas la même que la nôtre. La pose des genoux, le modelé des hanches, la ligne des pieds font que ces danses conviennent aux nègres mais pas aux danseurs blancs »

## Vie privée
O'Denishawn est morte en 1991, à l'âge de 93 ans, à New York. Sa correspondance avec Ted Shawn, est dans les archives du Jacob's Pillow Dance Festival à Becket, Massachusetts.